# Monopeltis adercae
Monopeltis adercae là một loài bò sát trong họ Amphisbaenidae. Loài này được De Witte mô tả khoa học đầu tiên năm 1953.